# La Tomasa
La Tomasa va ser un setmanari català, humorístic i literari aparegut a Barcelona el 1872. Va néixer a causa de la suspensió de L'Esquella de la Torratxa i se'n van editar només quatre números. La publicació es va reprendre setze anys més tard, el 1888 i es va publicar durant 20 anys.

## Fundació
El 1872 el governador civil de Barcelona va suspendre el setmanari satíric, republicà i anticlerical La Campana de Gràcia, a causa de la seva actitud envers les difícils circumstàncies polítiques del regnat d'Amadeu de Savoia i l'estat de setge. Aquesta publicació va ser substituïda per L'Esquella de la Torratxa, amb el mateix format i redactors que La Campana. L'Esquella va durar del 5 al 26 de maig i se'n van publicar quatre números, ja que el governador civil també la va suspendre arbitràriament. El mateix equip d'ambdues publicacions va crear La Tomasa per a suplir-ne l'absència.

## Etapes
La primera etapa de La Tomasa va ser des de la seva creació el 30 de maig de 1872 fins al 16 de juny del mateix any i només se'n van publicar quatre números: el 30 de maig, el 2 de juny, el 3 de juny i el 16 de juny. El títol del setmanari, La Tomasa, prenia el nom d'una campana molt popular de la Seu barcelonina, i el seu subtítol era Actualitats.
En el primer número d'aquest nou setmanari, en la salutació inicial “A nostres lectors”, s'exposava que no sabien per què havien suspès L'Esquella, però que el motiu era fàcil de sospitar: “No obstant, nosaltres que creyém que encare no es un crim lo dirse republicá federal, nosaltres que estém convensuts de la bondat de nostras ideas, nosaltres que d'ellas no‘ns mourém per res, encare que deguém tancarlas, en certas épocas dintre de la conciencia, creyém també que si en los dies que correm se's priva de dir lo que sentim respecte á uns, no se'ns privará de exposar lo que opiném respecte á altres...”. Així mateix, en aquesta salutació també s'afirmava: “Res hem dit ni representat en nostre peròdich que no haguessin dit no una sinó mil vegades ja los demés periòdics de Barcelona, ab la sola diferència que ells ho diuen en “castellà” que com se suposa ser llengua més dolsa, tal vegada fa menos mal que dit en català (...)”.
Aquest setmanari humorístic publicava petites històries en les quals defensava la República (en el primer número, sota el títol “L'home necessari” es pot llegir: “Empero l'home necessari té un defecte, un gran defecte, un defecte incorretjible: l'home necessari és admirador del Himne de Riego, eixa májica marxa tan lliberal que lo mateix la posan quan tocan l'estat de siti, que quan acompanyan un mort, que quan fan un tiberi ¡Oh ningú sap lo perillós qu'es ésser admirador del Himne de Riego!”); criticava la monarquia i els seus seguidors, així com els capellans. També comptava amb una secció que s'anomenava “Campanadas”, dins de la qual s'hi podien trobar diferents epigrames i símils. Les il·lustracions i les caricatures tampoc van faltar en cadascun dels seus números. Això no obstant, les pàgines de La Tomasa van ser molt més moderades en matèria política que les de L'Esquella. Aquesta primera edició també va comptar amb molts continguts del món de la literatura tals com escrits de Serrallonga, A. Rossell o poemes de J. Montabi, autors que després van estar presents en la segona etapa de la publicació.
La redacció era la mateixa que la de La Campana i L'Esquella, però el format de La Tomasa era diferent: feia 373x270 mm, però imprès a tres columnes damunt quatre pàgines i amb el preu obligat de dos quartos. L'impressor era també la casa “Vídua i Fills de Gaspar”.
El 2 de setembre de 1888, setze anys després, reprengué la publicació fins al 28 de desembre de 1907, amb un total de 1.007 números. Aquesta nova publicació es qualificava de Setmanari català. Festiu, il·lustrat i literari, però al número 60 va passar a anomenar-se únicament Setmanari català.
Tenia la redacció al carrer de la Lleona, 4, i primerament era imprès a can Daunis, Miró i Cia., al carrer de Basea, 21 bis, si bé a començaments de 1889 -núm. 19- la impressió fou traslladada al 
carrer de Sant Pau, 56 (Litografía Barcelonesa de Ribera y Estany), on es va instal·lar també la redacció abans del trasllat al carrer de Sant Ramon, 5 l'any següent. El seu format era de 278x193 mm i sortia amb 8, 12 o 16 pàgines, a dues o tres columnes, segons el moment. Es venia a 10 cèntims –el preu que tenien els setmanaris humorístics en aquella època, en què ja havien estat abolits oficialment els quartos– i sortia el dimecres.
A partir del 1890 publicà anualment un Almanach.
Va ser en aquesta segona etapa que va gaudir d'una certa popularitat, tot i que mai va arribar a ser tant coneguda com d'altres publicacions satíriques catalanes de l'època. Cal destacar que durant aquest període va conviure amb les seves antecessores, La Campana de Gràcia i L'Esquella de la Torratxa, ambdues ressorgides a partir del 1879.
Això no obstant, com afirma Joan Torrent: “La Tomasa no ha deixat gaire rastre en la història del nostre periodisme, potser precisament perquè evitava les polèmiques, que són el pa i la sal de la premsa –i que de vegades arriben a produir-li indigestions mortals-, i es mantenia en un terreny estrictament literari, catalanista com a màxim, però sense incursions en el camp de la política”.

## Directors i col·laboradors
El primer director literari d'aquesta nova Tomasa fou Simó Alsina i Clos, i de la part artística se n'ocupava Ramon Escaler. Posteriorment va ser director de la publicació un vell i acreditat periodista: Antoni Ferrer i Codina, l'autor dels populars “Toreros d'hivern”. En els darrers números de La Tomasa, el director va ser Artur Guasch i Tombas.
Molts dels col·laboradors feien una literatura més aviat innocent, gairebé lliurada en conjunt als vells motius costumistes i amb ocasionals incursions a la toreria, el gènere líric, les senyores frívoles i els temes picants i anticlericals.
Alguns dels col·laboradors de L'Esquella que després escriuen a La Tomasa són els següents:
- Josep Barbany i Mingot (Pepet del Carril)
- Conrad Roure
- Antoni Bori i Fontestà
- Joan Serra i Constansó (Jep de Jespus)
- Joaquim Riera i Bertran
- Josep Asmarats i Viñas (J. Staramsa)
- Francesc d'Assís Ubach i Vinyeta
- Emili Coca i Collado
- Felip Dalmases Gil
- Lluís Millà i Gació
- Manuel Folch i Torres

Alguns dels dibuixants també són de la mateixa procedència:
- Josep Robert i Picarín (Chip)
- Lluís Roig i Enseñat (L. Roig)
- Albert Figuer
- Ferran Xumetra i Ragull
- Josep Costa i Ferrer (Picarol)